# Spam
Spam er henvendelser sendt via mail, sms og ad andre elektroniske kanaler, som modtageren ikke har bedt om. Virksomheder må kun sende reklame på mail og sms, hvis man selv udtrykkeligt har bedt om det, og framelding skal være nem og gratis. Virksomheders ulovlige elektroniske henvendelser til forbrugerne,følger af markedsføringslovens § 10.
Reklamerne har gerne til formål at lokke modtageren til at købe forskellige produkter via internettet. Spammail udsendes fra en afsender, der almindeligvis søger at skjule sin egentlige identitet ligesom han – med forskellige metoder – opsnapper e-mailadresser fra intetanende, der surfer på internettet.
For personer, som udsender spam, kan det være en lukrativ forretning, hvilket formentligt er den primære årsag til, at de uønskede reklamer fortsat udsendes. Det koster således kun få kroner, at udsende millioner af e-mails, og hvis bare én person for hver udsendt million reklamer køber produktet, kan forretningen så at sige løbe rundt.
Det er ulovligt at udsende spammails, og der har været afviklet en række retssager på den baggrund.

## Historie
Spam er en amerikansk betegnelse fra 1930'erne for en blandingsfødevare bestående af Spiced Pork and Ham, der fremstilles af Hormel Foods Corporation. Produktet sælges på dåse og består af flæsk og skinke, og er et billigere alternativt til ren skinke.
Monty Python lod produktet Spam indgå i en sketch af samme navn fra 1970. Sketchen udspiller sig i en café, hvor alt på menuen indeholder Spam. I diskussionen af, hvad en kunder ønsker at bestille, bliver ordet "Spam" nævnt oftere og oftere. I takt med, at hver enkelt ret beskrives, nævnes ordet "spam" oftere og oftere, og fortrænger efterhånden alle øvrige ingredienser i retterne. Sketchen ender med at en gruppe vikinger synger "Spam Spam – dejlig Spam, lækker Spam" gentagne gange. Ordet "Spam" bliver nævnt i alt 132 gange gennem sketchen og fylder til sidst næsten al dialogen.
I 1980'erne begyndte man at bruge begrebet i MUD-spil, hvor teksten konstant ruller over skærmen (begrebet blev i MUD-kredse siden ændret til flooding). Efter flere tilfælde af masseudsendelse af uønskede reklamer i 1990'erne til alle nyhedsgrupper på Usenet af blandt andre advokaterne Canter and Siegel, fik udtrykket sin nuværende store udbredelse.
Et populært folkeetymologisk backronym er betegnelsen "Shit Posing As Mail", hvor forbogstaverne danner ordet "spam".

## Spamfiltre
Der findes mange forskellige måder, hvorpå man som bruger af internettet kan bortfiltrere spam fra sit e-mailprograms indbakke. En af de mest vidtgående er SPEWS, som er en sortliste til systemadministratorer. SPEWS og tilsvarende tjenester har listen over spamrelaterede IP-adresser indsamlet på forskellig vis og til forskellige formål.

## Klager over modtagen spam
Hvis man modtager spam, kan man anmelde det hos eksempelvis Spamcop. Desuden kan man på Forbrugerombudsmandens hjemmeside klage over spam; dette har størst effekt, hvis der er tale om spam, rettet mod danskere eller sendt fra danske mailservere.
Det er kun erhvervsdrivendes udsendelse af elektroniske reklamer, der er forbudt. Det vil sige, at fx e-mails fra private personer, politiske foreninger, foreninger med et almennyttigt formål og offentlige myndigheder som udgangspunkt ikke er omfattet af forbuddet i loven.